# Dark Adrenaline
Albums de Lacuna Coil
Shallow Life
(2009) Broken Crown Halo
(2014)
Singles
1. Trip the Darkness
Sortie : 17 octobre 2011
2. Fire
Sortie : 15 juin 2012
3. End of Time
Sortie : 12 décembre 2012

Dark Adrenaline est le sixième album studio de la formation musicale de metal gothique Lacuna Coil, publié le 23 janvier 2012, sur le label discographique de metal Century Media Records.

## Liste des titres
Toute la musique est composée par Lacuna Coil.
| No  | Titre                                                    | Durée |
| --- | -------------------------------------------------------- | ----- |
| 1.  | Trip the Darkness                                        | 3:12  |
| 2.  | Against You                                              | 3:51  |
| 3.  | Kill the Light                                           | 3:26  |
| 4.  | Give Me Something More                                   | 3:56  |
| 5.  | Upsidedown                                               | 3:04  |
| 6.  | End of Time                                              | 3:53  |
| 7.  | I Don't Believe in Tomorrow                              | 4:12  |
| 8.  | Intoxicated                                              | 3:48  |
| 9.  | The Army Inside                                          | 3:12  |
| 10. | Losing My Religion                                       | 3:42  |
| 11. | Fire                                                     | 2:55  |
| 12. | My Spirit                                                | 5:50  |
| 13. | Soul Inmate (bonus)                                      |       |
| 14. | Closer (Live On WCC) (bonus édition deluxe)              |       |
| 15. | Heavens a Lie (Live On WCC) (bonus édition deluxe)       |       |
| 16. | Within Me (Live On WCC) (bonus édition deluxe)           |       |
| 17. | I Won’t Tell You (Live On KXFX) (bonus édition deluxe)   |       |
| 18. | Spellbound (On WBYR Second Visit) (bonus édition deluxe) |       |